# Amance (Haute-Saône)
Amance je francouzská obec v departementu Haute-Saône v regionu Franche-Comté. V roce 2010 zde žilo 699 obyvatel. Je centrem kantonu Amance.

## Vývoj počtu obyvatel
Počet obyvatel